# The Margulies Collection at the Warehouse
The Margulies Collection at the Warehouse est un musée d'art américain présentant la collection privée de Martin Z. Margulies. Situé dans un entrepôt de Miami, en Floride, il expose principalement des photographies, des vidéos et des sculptures.

## Annexe